# Oratorio dei Santi Teresa e Carlo
Oratorio dei Santi Teresa e Carlo var ett oratorium i Rom, helgat åt de heliga Teresa av Ávila och Carlo Borromeo. Oratoriet var beläget bredvid kyrkan Santa Maria della Scala i Rione Trastevere.

## Oratoriets historia
I slutet av 1500-talet grundades i Rom ett sällskap under beskydd av helgonen Teresa av Ávila och Carlo Borromeo; initialt träffades man i en lokal i klostret vid Santa Maria della Scala. År 1612 färdigställdes sällskapets eget oratorium.
Två joniska kolonner bar upp fasadens kornisch. Ovanför denna satt en fresk, krönt av ett segmentbågeformat pediment. Giovanni Battista Nollis topografiska karta från år 1748 visar att interiören var rektangulär med ett litet absidalt kor.
År 1675 genomgick oratoriet en restaurering. År 1875 exproprierades oratoriet och klostret av den italienska staten och byggdes om för profana ändamål. Oratoriet revs år 1890.